# Per Vadmand
Per Vadmand (født 11. februar 1944 i København), dansk forfatter, oversætter og musiker. Desuden er han aktiv Usenet- og Facebook-debattør.
Han blev student fra Østersøgades Gymnasium i 1962 og er uddannet som småbørnspædagog og AM-musikpædagog. Han har undervist i musik på Gladsaxe og Ballerup Børnehaveseminarier og arbejdet som vuggestuepædagog, musiklærer og lagerekspedient.
Musikalsk har han medvirket i rockgrupperne Hutlihut, Pladask og Tango Mobutus Bongobongoband og skrammelorkestret Revl og Krat samt været leder af Basie Trust Bigband siden 1987. Til alle de omtalte orkestre har han komponeret og arrangeret musik og skrevet sangtekster. Selv spiller Per Vadmand klarinet, saxofon, tværfløjte og keyboard. Per Vadmand har indspillet cd'er med grupperne Swingsox, Basie Trust Bigband og Hutlihut samt medvirket som studiemusiker på lp'er med bl.a. Sebastian og De Røde Raketter.
Som oversætter har han oversat ca. 500 tegneseriealbum og 100 romaner. Desuden er han medforfatter på tegneserierne Valhalla, Gunnar, Felix og Poeten og Lillemor.
Han har skrevet otte romaner: Bag Døren (2003), Manden der skrev breve (2005), Flyttedag (2007), Mit liv som fugl (2009) og "Idas Hus" (2013) "Tigerens smil" (2014) novellesamlingen "Djævelens farveglade broder" (2017) og romanen "Elefanterne" (2019). i 2021 er krimien "Kriminalassistent Hørgaards Hovedpine" udkommet. "Bag Døren", "Flyttedag" og "Idas Hus" udgør tilsammen en trilogi, der samtidig er en slags historie- eller krønikeskrivning om perioden fra omkring 1940 til i dag. I 2023 udkom "Naturtalent - Hennings historie" som er en opfølger på en af hovedpersonerne i "Elefanterne". Det er planen, at denne skal følges ad lignende bøger om de fire andre hovedpersoner. Til forfatterskabet hører også lærebogen Jazzorkestret om orkestersammenspil for amatørjazzorkestre, og en række billedhæfter om Københavns Sporveje, herunder selvbiografien: "Så vidt jeg husker - sporvognserindringer fra Europa og omegn."  I 2023 er også musikbiografien "Vandbærer" om Vadmands mange års virke som amatørmusiker udkommet. Romancyklussen om "elefanterne" er i 2024 fortsat med romanen "Enegænger - Ulriks historie".
Per Vadmand er gift med dyrlæge Lisbet Vadmand, har to børn, otte børnebørn og tre oldebørn.

## Udvalgt bibliografi
- Bag Døren (2003)
- Manden der skrev breve (2005)
- Flyttedag (2007)
- Mit liv som fugl (2009)
- Idas Hus, Bag Døren og Flyttedag (trilogi, 2013)
- Tigerens smil 2014
- Djævelens farveglade broder 2017
- Elefanterne 2019
- Kriminalassistent Hørgaards Hovedpine 2021
- Naturtalent - Hennings historie 2023
- Vandbærer - en musikalsk selvbiografi 2024
- Enegænger - Ulriks historie 2024
- Alle udgivet på Forfatterforlaget Attika undtagen "Bag Døren (Jentas).